# Айєтісе
Айєтісе (XIII ст.) — 7-й ооні (володар) держави Іле-Іфе.

## Життєпис
Напевне син або інший родич Одалуфона II. Відомостей про нього недостатньо. Він напевне панував нетривалий час, оскільки був повалений Ладжамісаном, що вів свій родовів від Одудуа.